# Gunnustjärnen
Gunnustjärnen är en sjö i Vansbro kommun i Dalarna och ingår i Göta älvs huvudavrinningsområde. Sjön har en area på 0,131 kvadratkilometer och ligger 308,5 meter över havet.

## Delavrinningsområde
Gunnustjärnen ingår i det delavrinningsområde (669360-140530) som SMHI kallar för Utloppet av Gurnustjärnen. Medelhöjden är 349 meter över havet och ytan är 7,52 kvadratkilometer. Det finns inga avrinningsområden uppströms utan avrinningsområdet är högsta punkten. Svartälven (Yngtjärnsälven) som avvattnar avrinningsområdet har biflödesordning 3, vilket innebär att vattnet flödar genom totalt 3 vattendrag innan det når havet efter 431 kilometer. Avrinningsområdet består mestadels av skog (66 procent) och sankmarker (14 procent). Avrinningsområdet har 0,13 kvadratkilometer vattenytor vilket ger det en sjöprocent på 1,8 procent.